# Illigera henryi
Illigera henryi là một loài thực vật có hoa trong họ Hernandiaceae. Loài này được W.W. Sm. miêu tả khoa học đầu tiên năm 1917.